# Redcliff (Alberta)
Redcliff es un pueblo canadiense situado en la provincia de Alberta.

## Superficie
Redcliff tiene una superficie de 16,15 km².

## Demografía
En 2021, tenía 5581 habitantes, una densidad poblacional de 345,5 hab./km², y 2276 viviendas.